# Vinorodni okoliš Koper
Koprski vidnorodni okoliš (2400 ha) spada v 7055 hektarov obsegajočo slovensko vinorodno deželo Primorsko. Poteka ob obali tržaškega zaliva od meje z Italijo pri Debelem rtiču, preko Izole, Pirana in Sečovelj, do slovensko-hrvaške meje. Koprski vidnorodni okoliš sicer spada v podnebno najtoplejše slovensko območje.
V največji meri vzgajani trti sta refošk in malvazija, sicer pa še cabernet-sauvignion, merlot, chardonnay, sivi pinot, idr.